# Рудольф Отто
Рудольф Отто (нім. Karl Lui Rudolf Otto; 25 вересня 1869, Пайне — 6 березня 1937, Марбург) — німецький євангелічний теолог, релігієзнавець, феноменолог.
Закінчив гімназію в Гільдесгаймі, навчався в університетах Ерлангена і Геттінгена. Захищав дисертації по Лютеру і Канту. У 1897 році став професором в Геттінгені. У 1906 році став екстраординарним професором, а з 1910 року — почесним доктором Гіссенського університету.
- з 1914 року — ординарний професор Вроцлавського університету,
- з 1917 — в семінарії Марбурзького університету. Читав лекції за кордоном (Швеція, США).
- У 1913—1918 — депутат Прусського ландтагу. Заснував «Союз релігійного людства».
- Після подорожі на Схід в 1927—1928 роках глибоко зацікавився індуїзмом.

У 1929 пішов у відставку. У жовтня 1936 року впав з вежі більш ніж 20-метрової висоти, отримав серйозні травми (поширювалися чутки про спробу самогубства). Через кілька місяців помер від запалення легенів.
Рудольф Отто став родоначальником західної феноменології релігії, після того як написав в 1917 році книгу «Святе».